# Camillo Manfroni
Camillo Giuseppe Manfroni (Cuneo, 13 giugno 1863 – Roma, 16 giugno 1935) è stato uno storico e politico italiano.
Per molti anni insegnante di storia e lettera all'accademia navale di Livorno è stato uno dei fondatori della Lega navale. Ha successivamente tenuto la cattedra di storia moderna a Genova, Padova e Roma, e in quest'ultima città ha tenuto anche quella di storia e politica coloniale. Definito "storico di grande intuito e di preciso giudizio", ha dedicato gran parte della sua vita all'elaborazione di pregevoli opere divulgative e manuali ad uso delle scuole.
Ebbe larga diffusione la sua Storia della marina italiana dalle invasioni barbariche al trattato di Ninfeo (anni di Cristo 400-1261), testo che contribuì notevolmente a diffondere il concetto di repubbliche marinare.
Professore a Padova dal 1902, fu anche presidente del comitato locale della Società Dante Alighieri (fino al gennaio 1915), nonché dirigente del primo nucleo nazionalista cittadino, formatosi nel 1911. Fu per l'intervento dell'Italia nella Prima guerra mondiale.

## Opere
- Carlo Emanuele 1 ed il trattato di Lione, con documenti inediti. Fratelli Bocca edit., 1890
- Ginevra, Berna e Carlo Emanuele 1. (1589-92): con nuovi documenti della collezione Taggiasco.  Stamp. Reale Della Ditta G. B. Paravia e C. Edit., 1893
- La patria lontana : Libro di Lettura per le scuole coloniali e per gli emigranti italiani. Raffaello Giusti Tip. Edit., 1898
- Storia della marina italiana, 3 voll.: Vol. 1.: Dalle invasioni barbariche al trattato di Ninfeo (anni di Cristo 400-1261). Livorno, Regia Accademia Navale, 1899; Vol. 2.: Dal trattato di Ninfeo alla caduta di Costantinopoli (1261-1453), parte 1: Dal trattato di Ninfeo alle nuove crociate. Livorno, Regia Accademia Navale, 1902; Vol. 3.: Dalla caduta di Costantinopoli alla battaglia di Lepanto. Roma, Forzani, 1897
- La Marina di Portovenere. Tip. F. Zappa, 1899
- Storia documentata della marina sarda dal dominio spagnuolo al savoino di Francesco Corridore. Tip. G. Dessi, 1901
- Lezioni di storia d'Europa e specialmente d'Italia dal 1748 ai d nostri, secondo I programmi dell'ultimo Corso dei licei e degli Istituti tecnici. Raffaello Giusti Tip. Edit., 1903
- Breve storia d'Italia. Vol. 1., ad uso della prima classe ginnasiale: (Dalle origini di Roma alla caduta dell'Impero d'Occidente) Stamp. Reale Della Ditta G. B. Paravia e C. Edit., 1904
- Breve storia d'Italia. Vol. 2., ad uso della seconda classe ginnasiale: (Dalle invasioni barbariche al trattato di Asquigrana) Stamp. Reale Della Ditta G. B. Paravia e C. Edit., 1905
- Lezioni di storia d'Europa e specialmente d'Italia dalle invasioni barbariche all'età di Dante, secondo I programmi del primo Corso dei licei. Raffaello Giusti Tip. Edit., 1905
- Breve storia d'Italia. Vol. 3., ad uso della terza classe ginnasiale: (Dal trattato di Aquisgrana ai nostri giorni) Stamp. Reale Della Ditta G. B. Paravia e C. Edit., 1905
- Breve storia d'Italia, ad uso delle scuole tecniche. Ditta G. B. Paravia e C., 1913
- Corso di storia, ad uso delle scuole normali. Vol. 3.: (Dal 1492 all'età nostra). Livorno : R. Giusti, 1913
- Corso di storia, ad uso delle scuole normali. Vol. 1.-2.: (Storia antica; Storia del Medio Evo). Livorno : R. Giusti, 1913
- Lezioni di storia per gl'Istituti tecnici. Giusti, 1915-1920
- Breve storia d'Italia, vol. 2: Da Carlo Magno a Cristoforo Colombo.  Ad uso della 2. classe tecnica, Torino : Ditta G. B. Paravia e C., 1916
- Storia del Risorgimento italiano. Anno accademico 1916-917. La Litotipo ed., 1917
- Storia antica. Corso di storia ad uso delle scuole normali, Giusti, 1920
- Storia del Medio Evo. Corso di storia ad uso delle scuole normali, Giusti, 1920
- Dal 1492 all'età nostra. Corso di storia ad uso delle scuole normali, Giusti, 1920
- Dalla morte di Luigi 14 ai giorni nostri. Lezioni di storia per gl'Istituti tecnici. Giusti, 1920
- Vita e civiltà. Testo illustrato di storia per i ginnasi e le scuole medie inferiori, con appendice di letture storico-letterarie. Parte 1: Il mondo antico. G. B. Paravia e C. edit. tip., 1924
- Lezioni di storia per i licei intieramente rivedute e aumentate : vol. 1.: Dalla caduta dell'impero ai tempi di Dante. R. Giusti edit. tip., 1925
- Lezioni di storia per i licei intieramente rivedute e aumentate:  Vol. 2.: Dai tempi di Dante alle guerre di successione. R. Giusti edit. tip., 1925
- Lezioni di storia per i licei intieramente rivedute e aumentate: Vol. 3.: Dalle guerre di successione ai nostri giorni. R. Giusti edit. tip., 1925
- Vita e civiltà. Testo illustrato di storia per i ginnasi e le scuole medie inferiori, con appendice di letture storico-letterarie. Parte 2: Dal medioevo all'età moderna. G. B. Paravia e C. edit. tip., 1926-1927
- Vita e civiltà. Testo illustrato di storia per i ginnasi e le scuole medie inferiori, con appendice di letture storico-letterarie. Parte 3: I tempi moderni. G. B. Paravia e C. edit. tip., 1926-1927
- Dai tempi più antichi all'anno 888 dell'E.V.. Lezioni di storia per gl'istituti tecnici. s.n.
- Storia universale : dalle origini al 1929.